# Guerre de succession du comté de Metz
Pour les articles homonymes, voir siège de Metz.
Guerres féodales en Lorraine
La Guerre de succession du comté de Metz est un conflit qui opposa le patriciat messin, au comte Thibaud IV de Champagne, allié pour la circonstance aux comtes de Bar et de Luxembourg. Les troupes comtales assiégèrent en vain la cité messine, en 1221.

## Contexte historique
Au XIIIe et XIVe siècles, la Lorraine est le théâtre d’affrontements fréquents entre les seigneurs du Saint-Empire romain germanique et leurs voisins. Le duc de Lorraine, les comtes de Bar, de Luxembourg, de Deux-Ponts, de Vaudémont, l’archevêque de Trèves, les évêques de Metz,  de Toul et  de Verdun, s’allient ou s’opposent au gré des circonstances, dans un monde fortement marqué par la féodalité.

## Conflit
Vers 1220, le comte de Champagne épouse Gertrude de Dabo (1204-1225), fille d'Albert II de Dabo-Moha, comte de Dabo, de Moha et de Metz, et veuve de Thiébaud Ier, duc de Lorraine. Il espère ainsi s'approprier le comté de Metz. L'empereur Frédéric II, qui était venu à Metz à plusieurs reprises, n'apprécie pas du tout ce mariage d'intérêt, contraire aux intérêts du Saint-Empire. Il ne pouvait laisser tomber les comtés de Metz et de Dabo sous la coupe d'un vassal du roi de France. Or la garde de l'évêché de Metz relève alors du comte de Bar, Henri II, proche soutien de Thibaud IV depuis le début de la guerre de succession de Champagne (1216-1221).
En 1221, avec ces soutiens locaux, Thibaud IV de Champagne assiège la cité messine pour faire valoir ses droits sur le comté de Metz. En l'absence de leur évêque Konrad III von Scharfenberg (1212-1224), plus souvent à Spire qu'à Metz, les bourgeois messins défendent leur indépendance. Les messins, appuyés par le duc de Lorraine, en conflit avec la Champagne depuis 1213, repoussent victorieusement toutes les attaques. Devant la résistance de la cité messine, et compte tenu de l'opposition diplomatique de l'empereur du Saint-Empire romain germanique, le jeune Thibaud IV et ses alliés lèvent le siège, non sans avoir pillé des biens relevant de l'évêché de Metz.

## Issue du conflit
Après l'échec de sa tentative, Thibaud IV de Champagne répudia Gertrude de Dabo en 1222 et épousa Agnès de Beaujeu l'année suivante. Les combats de 1221 ayant touché des biens relevant du temporel de l'évêché de Metz, ces derniers furent restaurés par le nouvel évêque, Jean Ier d’Apremont (1224-1238). Le 12 septembre 1224, la paix fut enfin signée, sous les auspices du roi de Jérusalem Jean de Brienne, de l'archevêque de Reims Guillaume de Joinville et de l'évêque de Langres Hugues de Montréal.

## Conséquences
Le règlement de la succession du comté de Metz, ouverte par la mort de Gertrude en 1225, permit à Jean Ier d’Apremont de s'approprier la charge comtale de Metz, laissée vacante. La réunion des terres comtales aux terres épiscopales entraîna plus tard la Guerre des Amis, opposant cette fois les « citains de Metz », à leur évêque Jean Ier d’Apremont, au duc Mathieu II de Lorraine et au comte Henri II de Bar.